# Compianto sul Cristo morto (Giovanni Bellini Venezia)
La pala del Compianto sul Cristo morto è un dipinto (444x312 cm) attribuito al pittore veneziano Giovanni Bellini con aiuti, ma nella letteratura storica considerato opera dell'allievo Rocco Marconi. Fu realizzato per la distrutta Chiesa di Santa Maria dei Servi di Venezia, per lo più si suppone circa nel 1515-1516, e oggi è conservato nelle Gallerie dell'Accademia di Venezia.

## Storia
Fino alla soppressione napoleonica del 1810 la pala si trovava nella chiesa di Santa Maria dei servi sul primo altare della parete destra verso la facciata, il cosiddetto altare delle Pizzochere, ovvero le Terziarie dei Serviti. Il giuspatronato dell'altare era stato concesso nel 1500 a tale Elena moglie del fornaio Giorgio Alemanno; nel 1510 i frati comunicano che l'altare era stato distrutto e che s'impegnavano a ricostruirlo. Il 1510 diventa quindi la data post quem fu eseguita la pittura. La posizione un po' defilata nella chiesa (per di più su di un altare un tempo intitolato a Santa Marta e poi a San Giuseppe) per una raffigurazione di tale importanza mariana e cristologica e la dimensione del dipinto ha fatto supporre a Carolyn C. Wilson che l'opera fosse stato spostata nella seconda metà del Cinquecento da un'originaria collocazione sull'altare maggiore destinato ad ospitare la nuova grande Assunta del Salviati.
È comunque in questa posizione che l'opera venne descritta per la prima volta nel 1664 da Marco Boschini ne Le minere della pittura:
(Marco Boschini, Le minere della pittura, Venezia, 1664)
Nella stessa collocazione e con l'assegnazione al Marconi modo viene citata anche nell'edizione successiva del Boschini e nelle storiche guide di Martinelli (1684) e Zanetti (1733, 1771).
Dopo la rimozione dal sito l'attribuzione al solo Marconi restò inalterata fino a tutto l'Ottocento. Difatti Il 14 marzo 1811, Appiani e Fumagalli «delegati per la scelta de' quadri ne' Dipartimenti Cispadani» la descrissero come opera di Marconi nella loro opzione per quattro dipinti della chiesa dei Servi da inviare a Brera. Lo stesso fece Edwards nel 1812 quando la inserì nella lista di dipinti meritevoli di essere assegnati alle Gallerie dell'Accademia.
Il 29 gennaio 1814, venne finalmente accolta la richiesta del presidente dell'Accademia veneziana Leopoldo Cicognara, e il dipinto venne consegnato al segretario Antonio Diedo. La tela raccolta in un rotolo assieme all'Assunta del Salviati non raggiunse immediatamente le Gallerie ma venne depositato nella soppressa Commenda dei Cavalieri di Malta. Nel 1829 fu definitivamente trasferito nella sede ufficiale e nel 1830 fu restaurato da Lattanzio Querena e Giuseppe Gallo De Lorenzi. Un secondo restauro fu concluso nel 1965 ad opera di Antonio Lazzarin. In quest'occasione furono eliminate le ridipinture ottocentesche (che in realtà insistevano principalmente sul personaggio maschile di sinistra e sulla veste della Maddalena) e furono effettuate delle indagini con la radiografia e la riflettografia che riuscirono ad individuare i pochi e limitati pentimenti. Un nuovo intervento conservativo è annunciato nel 2023 da Save Venice.

Quanto alle attribuzioni già nel catalogo delle Gallerie del 1903 Pietro Paoletti mise in dubbio la capacità di Marconi di concepire quest'opera affermando che questo pittore «verosimilmente ebbe soltanto a completare questa tela». 

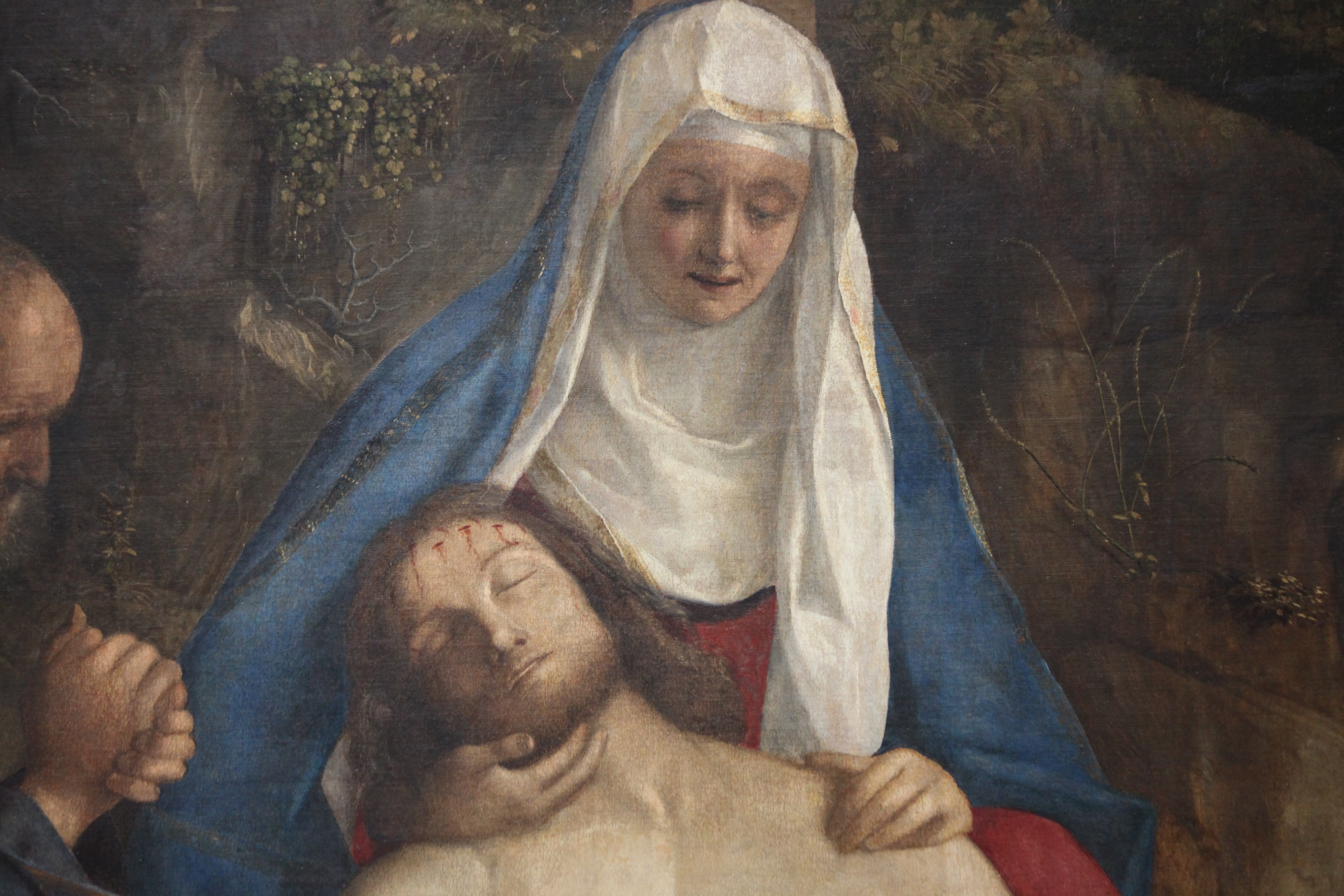
Dettaglio: la Pietà

Berenson, dopo aver accettato nel 1895 la vecchia ipotesi del masterpiece  di Marconi, nel 1919 propose che la tela fosse stata concepita e abbozzata da Bellini e poi portata a compimento dal discepolo. Questo nuovo parere di Berenson fu condiviso da Moschini Marconi (1955) e Gibbons (1962); quest'ultimo sottolineava che «la semplicità e la purezza nell'ideazione del Compianto, potente nella sua organizzazione e sintetico nell'economia dell'enunciato è sicuramente dovuta allo stesso Bellini». In precedenza Gamba (1937) invece si era espresso chiaramente a favore di un Bellini con aiuti di bottega, da questi però escludeva la presenza di Marconi. Fu seguito in questo da Pallucchini (1946,1959) e Bottari (1963). Al contrario Heinemann nel 1962 restituiva l'opera all'allievo in quanto la considerava sostanzialmente troppo moderna per essere completamente di mano del vecchio maestro, ma si deve notare che alcuni effetti coloristici considerati innovativi sono dovuti al diverso supporto: il Compianto è infatti è l'unica pala del Bellini dipinta su tela destinata ad una chiesa di Venezia.
Immediatamente dopo la pulitura del 1965 Valcanover decisamente accolse la paternità di Bellini e, come Gamba, escluse Marconi dagli aiuti intervenuti. Robertson (1968) dopo aver potuto osservare il dipinto ripulito fu particolarmente deciso nell'individuare il tocco di Bellini nel corpo del Cristo morto. Lucco nei suoi scritti dal 1974 definì l'opera come «un capolavoro fra i più tardi, […], la cui qualità si continua assurdamente a deprimere sulla base di un'attribuzione errata di Boschini a Rocco Marconi, il paese […] ha assunto una vastità tutta giorgionesca; con una morbidezza di dettato atmosferico, […], e una verità ottica, da far quasi rimpiangere che la storia della pittura, via Tiziano, si fosse ormai volta verso una diversa direzione».
Humfrey (1993) si trovò d'accordo chiosando poi «sebbene sia improbabile che Bellini abbia accettato verso la fine della carriera di lavorare senza aiuti a un'opera tanto grande, nessuno dei belliniani sarebbe stato in grado di ottenere da solo un risultato di tale effetto». Anche Agosti nel 2009 ne parlò come di «un capolavoro del vecchissimo Bellini» ricordando anche i pareri favorevoli di Bellosi e Conti. Tempestini, al contrario, ribadirà ripetutamente la paternità esclusiva di Rocco Marconi (2000, 2009) «secondo quanto tramandano anche le fonti storiche veneziane», anche se più tarde di un secolo e mezzo. Un'ultima voce a rilancio dell'attribuzione al Marconi è stata quella di Brown.

## Descrizione e stile

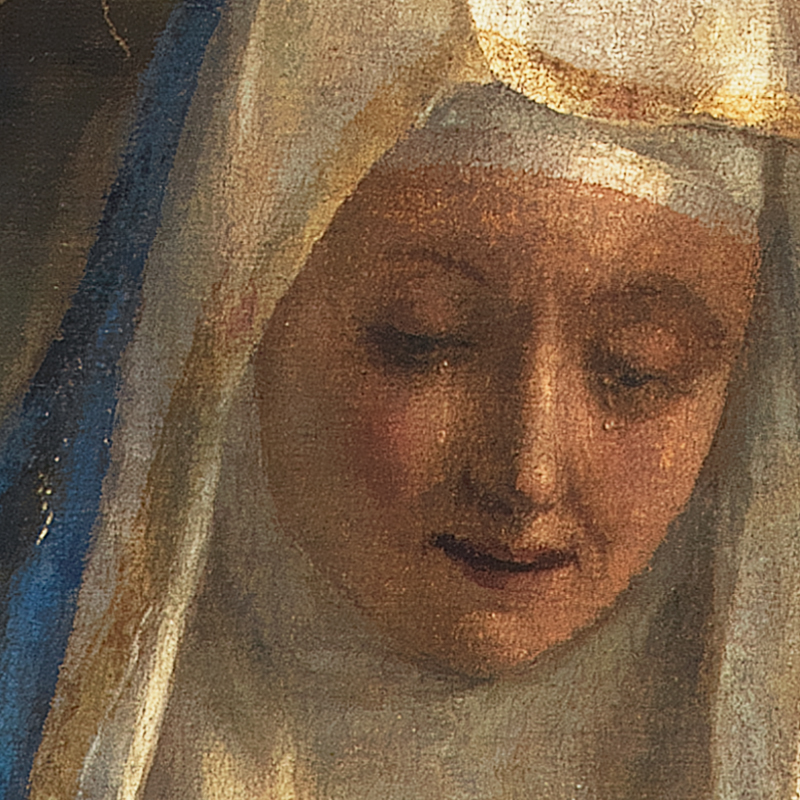
Dettaglio: il volto della Madre

Quest'ultima variazione sul tema della compassio di Bellini tratta la rappresentazione non canonica di un momento intermedio tra la deposizione dalla croce e la sepoltura di Cristo e è questa volta a mezze figure, riquadrata dallo spazio ristretto del dipinto ma, ecome e più della Pietà Dona dalle Rose, si svolge nello spazio aperto di un vasto paesaggio.
Un tema particolarmente caro all'osservanza servita, si pensi allo stesso soggetto dipinto da un anonimo frescante per Santa Maria del Paradiso a Clusone, da Civerchio da Crema per Sant'Alessandro a Brescia, e per due volte da Bartolomeo Montagna per Monte Berico.

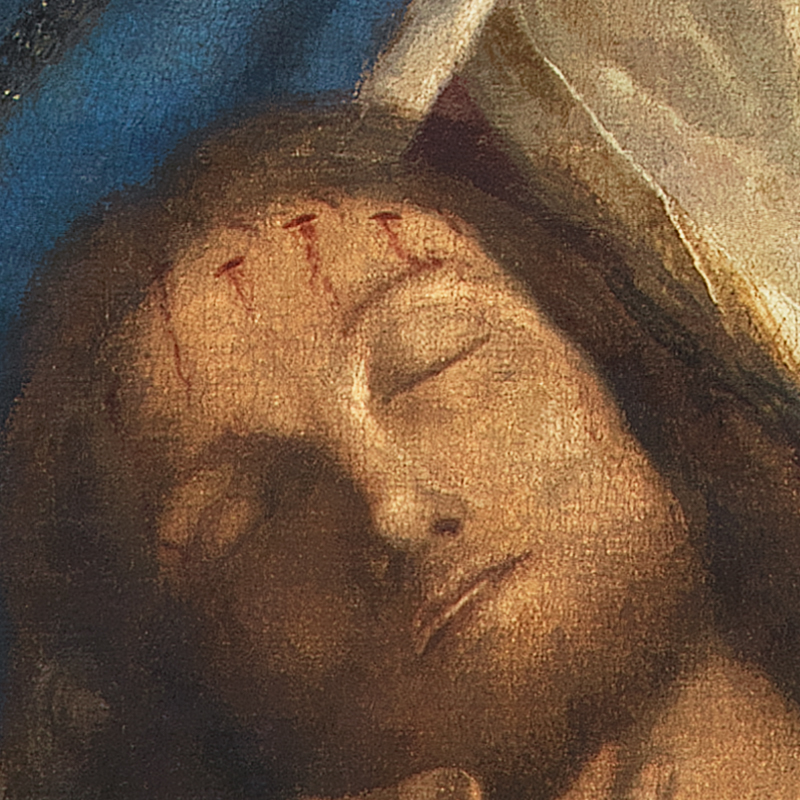
Dettaglio: il volto di Cristo

La composizione si definisce a forma di W tra le due componenti paesistiche in quinta, un anfiteatro di montagne attorno a un lago, e un gruppo spiccatamente piramidale al centro. La verticalità vien enfatizzata dalla nuda croce stagliata conto il cielo e la digradante prospettiva aerea dei monti lontani la cui sagomatura è rinforzata dai due alberi intrecciati.
Il gruppo centrale di figure è costruito attorno alla Pietà dove la Madre col busto dignitosamente eretto e il volto solcato da due lacrime accoglie nel grembo il corpo esanime del Figlio. Con una mano ne sorregge il capo volgendolo in una sorta di ostentazione ai fedeli (quasi un "omaggio" al culto del Volto Santo dei lucchesi che avevano eretto la loro cappella a fianco della chiesa servita) e con l'altra trattiene delicatamente la spalla per impedire che il torso si accasci. Cristo rimane la figura prominente e viene rappresentato con la pacatezza usuale in Bellini. Un drappo a fasce dorate ne avvolge i lombi e scende sul terreno ad anticipare il paramento dell'altare.

Accanto alla Pietà stanno due figure inginocchiate: a sinistra Giuseppe d'Arimatea  guida lo sguardo degli osservatori verso Cristo: a destra una disperata Maddalena con una mano accenna a sorreggere il braccio sinistro di Gesù e con l'ampio gesto dell'altra esorta la pietà del pubblico.

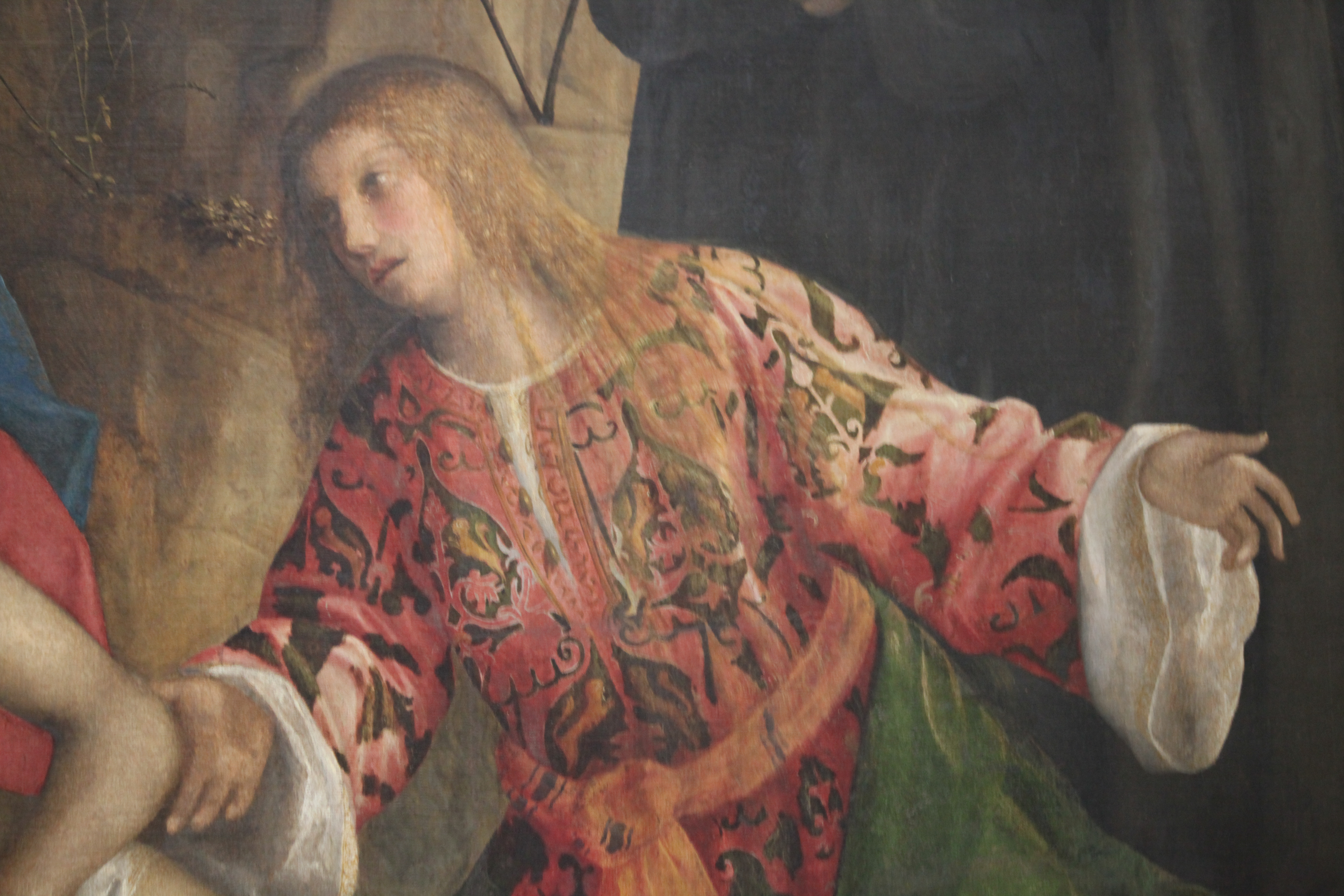
Dettaglio: la Maddalena

A contrastare il vivacissimo arancio e blu del mantello e della tunica di Giuseppe e i raffinati ricami della veste di Maddalena esaltati dal manto verde stanno più arretrate due figure erette dai colori più neutrali e problematicamente identificabili. La donna alle spalle dell'uomo inginocchiato partecipa direttamente al dolore della scena, mentre l'uomo barbuto ancor più arretrato da Maria di Magdala tiene un libro e rivolto verso l'esterno indica il corpo defunto.

Più che la figura di Giuseppe talvolta identificata alternativamente in Nicodemo, le due figure arretrate hanno sollecitato speculazioni solo parzialmente risolte. Il monaco in piedi era identificato in Filippo Benizi, Benedetto o Bonaventura Tornielli da Forlì detto padre Barbetta un predicatore osservante sepolto in quella stessa chiesa; la donna in piedi era identificata in Maria Salome da Zanotto, Marta indirettamente da Coronelli, e poi nella beata Giuliana Falconieri o Maria di Cleofa il cui teschio figurava tra le più preziose reliquie del tempio servita veneziano. Più di recente è stata data una lettura più rigorosamente legata alle vicende dell'osservanza servita ammettendo che i due anacronistici santi testimoni rappresentano effettivamente due figure appartenenti all'ordine (di cui a quel tempo si discuteva la beatificazione) confermando Bonaventura da Forlì ma sostituendo il nome della monaca con quello della beata Gianna da Firenze.

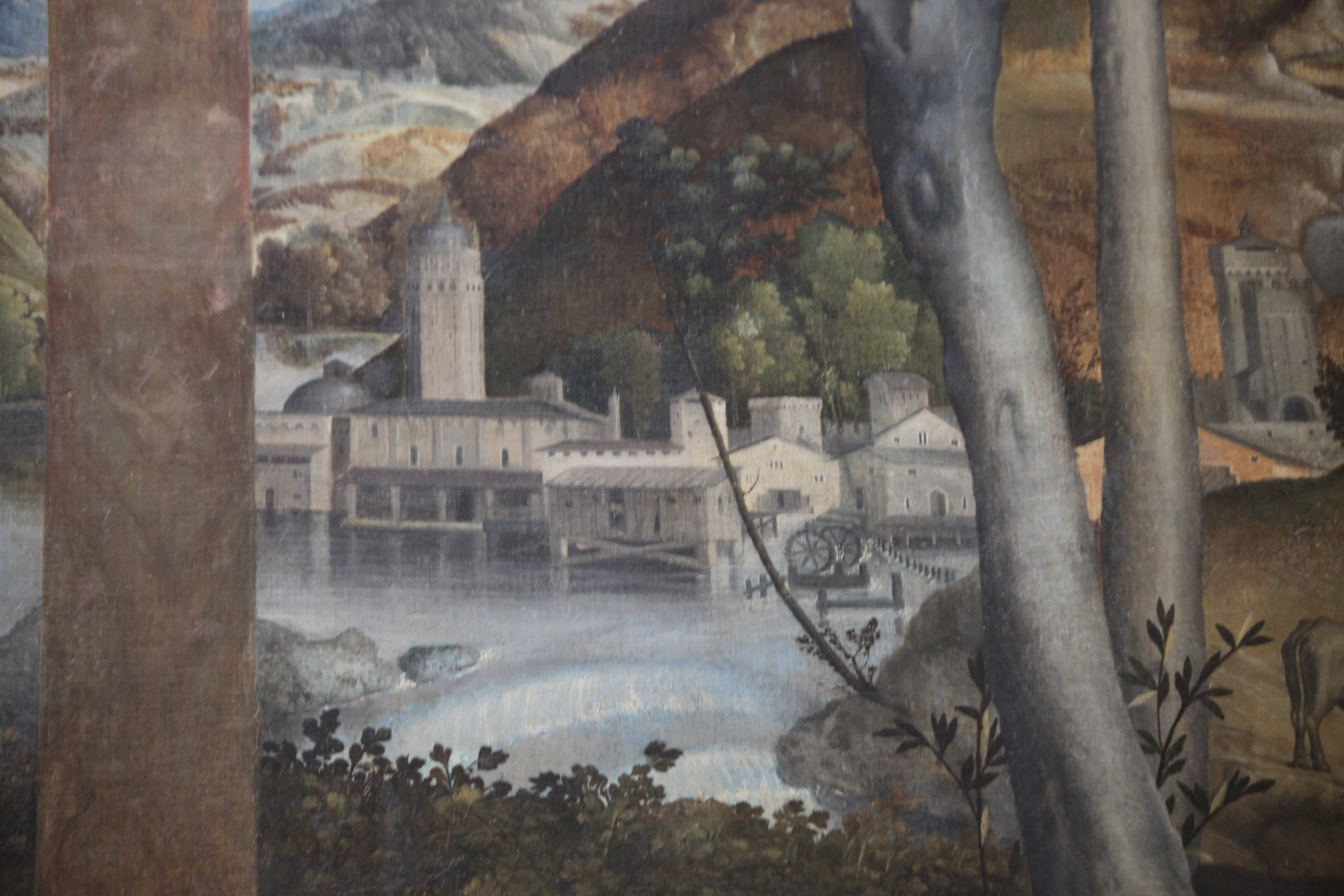
Dettaglio: una Gerusalemme ideale

Nel meditativo paesaggio già Zanotto nel 1830 aveva cercato di interpretare i simboli e le ideali rappresentazioni: indicava la città sul lago come una ipotetica Gerusalemme, abbastanza credibilmente in relazione al tema della pala, e nella fortificazione sulla cima del colle a sinistra un turris davidica da mettere in relazione con al genealogia di Maria. Molto più evidente, e usualmente rappresentato, è il significato degli alberi che paiono intrecciarsi dietro la croce. Si tratta di un fico ed un ulivo tradizionalmente associati alla passione e alla resurrezione di Cristo, citati in molti scritti antichi. Per esempio:
[…]

Ficus nam est arbor quae omni tempo re fructum portat, & est fructus eius dulcissimus, & summe corporis nutritivus, [ ... ] talis arbor & talis ficus est crux.»
[e ancora]

Il fico infatti è un albero chein ogni tempo da frutti, e il suo frutto è dolcissimo, emolto nutritivo per il corpo, […] sia l'albero sia il fico sono xcome la croce.»
(Petrus Berchorius, Dictionarii seu Repertorii Moralisr)
ficus in resurrectione. [ ... ] Qui in umbra ficus est, non timet
aestum malitiae»
(Thomas Cisterciensis, Commentarii in Cantica Canticorum)
L'albero disseccato più a destra può essere in questo contesto interpretato come un melo, e Zanotto sulla presenza di questi alberi arguiva:
(Francesco Zanotto, Pinacoteca della Imp. Reg. Accademia Veneta delle Belle Arti, p. [284])
Rimane incerto oggi il senso dato alle persone che sulla sinistra che, vestite all'orientale, percorrono il viottolo sul colle (potrebbero essere i miscredenti?) oppure ai pastori con il gregge e gli armenti (che possono essere considerati laboriosi o indifferenti) o ancora ai due bianchi conigli che sbucano tra le fronde.
Se da una parte appare evidente la rielaborazione di Bellini della Compianto dipinto dal Cima nel 1512 per la sala capitolare del convento dei Carmini  (ora al Museo Pushkin di Mosca), da cui riprende la croce e il titulus isolati contro il cielo, la diagonale del corpo morto sicuramente ispirò Sebastiano dal Piombo nella sua Deposizione  del 1516. Ed è possibile individuare una memoria di questo dipinto nella Pietà di Tiziano: il gesto enfatico della Maddalena e le due statue sui fianchi che rimpiazzano i beati testimoni.